# 後厝 (彰化縣)
後厝，是臺灣彰化縣二林鎮的一個傳統地域名稱，位於該鎮中部偏西南。相較於今日行政區，其範圍大致與後厝里相近。

## 歷史
台灣清治末期至日治初期，後厝地區為一街庄，稱為「後厝庄」，隸屬於二林下堡。該庄西及北與山藔庄為鄰，東與丈八斗庄為鄰，南邊為犁頭厝庄。
1901年（日治明治三十四年）11月，全台廢縣廳改設二十廳，該庄隸屬於彰化廳。1903年（明治三十六年）6月，該庄編入「二林區」，隸屬於彰化廳。1909年（明治四十二年）10月，合併二十廳為十二廳，二林區改隸屬於臺中廳。1920年（大正九年），廢廳、支廳、區、街庄（舊制）改設州、郡、街庄（新制）、大字，該庄改制為「後厝」大字，隸屬於臺中州北斗郡二林庄。1937年，二林庄升格為二林街。
戰後二林街改制為二林鎮，隸屬於臺中縣，大字亦改制為里。1950年10月，中、彰、投分治，二林鎮改隸屬彰化縣。

## 聚落
本地區發展較早的聚落為後厝仔、頂金瓜藔（金瓜寮），在日治期初期的官方地圖上已有記載。

## 交通
縣道143甲線（竹林路三段）是金瓜寮至竹塘的道路，其西北側端點位於本地區西南部金瓜寮聚落東郊的縣道150號路口。由此向東南出境後可前往犁頭厝、面前厝、竹塘並止於省道台19甲線及縣道152號路口。
縣道150號（斗苑路四段～三段）是芳苑至南投的道路，大致以西微北—東微南走向由本地區西部邊界南側入境後，經縣道143甲線路口後轉東以至出境。由該道路向西微北可前往山寮西南部、二林市區、後寮、頂廍子、芳苑並止於省道台17線路口，向東可前往埤頭、國道1號北斗交流道、北斗、田中、名間西北部、南投等地。
鄉道彰129線（太平路一段）是挖仔至二林的道路，大致以東北—西南走向經過本地區西北部邊界地帶。由該道路向東北可前往山寮東部、萬合東南部、萬合與大排沙交界地帶、大排沙西北端、塗子崙、挖子並止於縣道148號路口，向西南可前往山寮西南部凸出部分的東南側並止於縣道150號路口。
鄉道彰131線（田厝巷）是十三戶至後厝的道路，其東南側端點位於本地區南部的縣道150號路口。由此向北北東轉西北再轉北北西，出境後可前往山寮地區的田厝、十三戶聚落並止於縣道143號路口。
鄉道彰171線是十戶子（七戶子筆誤）至九塊厝的道路，其北側端點位於本地區東部邊界南側的縣道150號路口。由此向南沿邊界而行，出境後可前往犁頭厝東北部、面前厝西北端、犁頭厝東南部、外蘆竹塘、鹿寮與九塊厝交界地帶、九塊厝並止於縣道152號路口。